# 質子 (東亞政治)
質子，即政治人質。在中國春秋戰國時代，諸侯國或貴族之間為了互相取信，會互相交換人質，稱為質子。質子可以是任何貴族，但為了取信於對方，通常是君主的兒子作為質子而質押於他國，秦異人就是一個例子。也有君王向名義上作其手下的強臣派出質子的情況，如春秋初期的周鄭交質，又如宋元公曾與華氏家族的華亥等人交質。除了以平等方式互相交換人質外，亦有當弱國有求於強國諸侯時，就出現單方面送出質子的情況。
中央強權亦出於控制地方勢力的需要，會任命地方首領的親人為京官，稱任子，美言為入侍。任子表面上是一種榮耀，但實質上卻是朝廷控制的質子，中央能以質子的安全影響地方首領的決定。
當兩方勢力出現矛盾的時候，質子的安全是沒有保證的，如秦異人即被質於秦國之大敵趙國，但之後則爆發了長平之戰。在其後的邯鄲之戰中，秦軍圍趙甚急，趙人準備將秦異人殺掉，但秦異人被呂不韋搭救。此例亦可看出東周時期一般不會輕易殺死質子，趙國即是在與秦國劇戰數載而幾近亡國時才準備向秦異人下手的。當然也有質子被殺的安利，譬如宋元公與華氏交質，後來宋元公殺了華氏的質子，但華氏並未殺死宋元公的質子作為報復。亦有不質嫡長子的做法，避免權力繼承出現問題。
在蒙古帝國時期，蒙古大汗讓諸侯和將校的子弟來大汗帳下充當人質(名義上充當宿衛)，稱為禿魯花（turqaq）。這些子弟編為一個軍，稱為禿魯花軍。
而以諸侯之子為質子的行為在日本亦有出現，如日本戰國大名德川家康少時，就曾去今川義元府上成為人質。

## 著名質子
- 隗恂：隗囂長子，質於漢光武帝。隗囂反，被殺。
- 秦昭襄王
- 秦莊襄王
- 楚考烈王
- 南朝陳武帝陳霸先子陳昌、陳宣帝陳頊（入梁元帝朝廷為質子，後為北周所擄）
- 德川家康
- 黑田長政
- 扶餘豐

## 資料來源
1. ↑  《元史·兵志》：“或取诸侯将校之子弟充军，曰质子军，又曰秃鲁华军。”

- 南史．陳本紀
- 馮諼客孟嘗君
- 史記．秦始皇本紀